# 너 같은 사람
《너 같은 사람》은 2018년에 제작한 대한민국의 영화이다.

## 캐스팅
- 우지현
- 금해나
- 곽민규

## 같이 보기
- 2018년 대한민국의 영화 목록